# 나치 전쟁 범죄와 일본 제국 정부 기록 기관 간 작업반
나치 전쟁 범죄와 일본 제국 정부 기록 기관 간 작업반(Nazi War Crimes and Japanese Imperial Government Records Interagency Working Group)은 나치 독일 및 일본 제국 전쟁 범죄와 관련된 미국의 기밀 기록을 찾아내고, 확인하고, 재고 조사하고, 기밀 해제를 권고하는 임무를 수행하는 미국 정부 기관 단체이다.
이 단체는 1998년 통과된 나치 전범 공개법(NWCDA)과 2000년 일본 제국 정부 공개법(JIGDA)에 의해 만들어졌다. IWG(Interagency Working Group)는 전략군청, 중앙정보국, 연방수사국, 육군 정보국으로부터 약 800만 쪽에 달하는 문서들을 기밀 해제했다. 이 단체는 1999년과 2007년 사이에 의회에 세 차례 보고서를 발표했다.
기밀 해제된 문서 중 일부는 제2차 세계대전 전후 일본의 '위안부' 수탈에 대한 보도와 아돌프 히틀러의 전쟁 생존 가능성에 대한 FBI와 CIA의 조사에 초점을 맞추고 있다.

## 참고 문헌
- “Implementation of the Nazi War Crimes Disclosure Act, An Interim Report to Congress”. The U.S. National Archives and Records Administration. October 1999.
- “Implementation of the Japanese Imperial Government Disclosure Act and the Japanese War Crimes Provisions of the Nazi War Crimes Disclosure Act, An Interim Report to Congress”. The U.S. National Archives and Records Administration. March 2002.
- “Researching Japanese War Crimes, Introductory Essays” (PDF). Nazi War Crimes and Japanese Imperial Government Records Interagency Working Group. 2006. 2016년 3월 3일에 원본 문서 (PDF)에서 보존된 문서.
- “Nazi War Crimes & Japanese Imperial Government Record Interagency Working Group, Final Report to the United States Congress” (PDF). Nazi War Crimes and Japanese Imperial Government Records Interagency Working Group. April 2007.